# ハードボイルド・ハガティ
ハードボイルド・ハガティ（Hard Boiled Haggerty、本名：Donald J. Stansauk、1925年4月2日 - 2004年1月27日）は、アメリカ合衆国のプロレスラー、俳優。カリフォルニア州ロサンゼルス出身。
現役レスラー時代は「喧嘩狂」の異名を持つヒールとしてラフファイトを繰り広げた。後年はジョン・F・ケネディとも親交を持った。

## 来歴
パサデナ・シティ・カレッジとデンバー大学ではアメリカンフットボールで活動し、ドラフトでNFLのデトロイト・ライオンズに入団。その後、グリーンベイ・パッカーズにディフェンシブタックルとして移籍した。
フットボールのオフシーズンを利用してプロレスのリングに上がり、1950年にウィスコンシン州グリーンベイにて本名でデビュー。その後、本格的にプロレスに転向した（「喧嘩狂」のイメージを印象付けるプロフィール上の設定では、大学は喧嘩で放校、プロフットボールもトラブルを起こして追放。合法的に喧嘩のできる商売としてプロレスに転向した、などとされている）。
1950年代前半はミネアポリスやサンフランシスコで活動。サンフランシスコでは1954年1月19日、アメリカ修行中だった力道山と対戦。ミネアポリスでは同年11月30日、ルー・テーズの持つNWA世界ヘビー級王座に挑戦。以降、NWA世界王座には1959年にかけて再三挑戦した。
1950年代後半はバンクーバー、トロント、モントリオール、カルガリーなどカナダの主要テリトリーを転戦。トロントでは1956年9月20日、ディック・ハットンとのコンビでカナディアン・オープン・タッグ王座を奪取。モントリオールでは同年10月3日、キラー・コワルスキーを破ってケベック地区認定の世界ヘビー王座を獲得している。1958年からはハワイにも進出、ホノルルでは1960年にロード・ブレアースらのチームを下してNWAハワイ・タッグ王座を奪取した。
1960年下期より、ミネアポリスでバーン・ガニアが旗揚げしたAWAに参戦、10月4日にレン・モンタナと組んでAWA世界タッグ王座を獲得。翌1961年3月からはモンタナの負傷によりジン・キニスキーを新パートナーに迎え、ウイルバー・スナイダー&レオ・ノメリーニとタイトルを争った。AWAではガニアの保持していたAWA世界ヘビー級王座にも1962年にかけて度々挑戦している。キニスキーとはカナダのバンクーバーでもタッグを組んで活動、1962年8月にはホイッパー・ビリー・ワトソン&ベアキャット・ライトからNWA太平洋岸タッグ王座を奪取した。
1963年7月、日本プロレスの『夏の国際試合』中盤戦に特別参加で初来日。東京・渋谷のリキ・スポーツパレスで行われた同月26日の来日第1戦ではドン・ジャーディン&ミスター・ゼロ（クルト・フォン・ブラウナー）と組み、力道山、豊登、吉村道明と6人タッグマッチで対戦。試合途中で控室から野球のバットを持ち出し、力道山の足を滅多打ちにするという暴挙で悪名を轟かせた。同年9月開幕の『秋の国際試合』にもサニー・マイヤースやバディ・オースチンらと共に参戦したが、力道山とのシングルマッチは行われず、決着がつかないまま同年暮れに力道山は死去。結果として「力道山が退治できなかったガイジン・レスラー」の1人となった。
1964年より、地元ロサンゼルスのWWAに参戦。ザ・デストロイヤーをパートナーに、7月30日にラモン&アルベルトのトーレス兄弟、11月3日にフレッド・ブラッシー&ミスター・モトを破り、WWA世界タッグ王座を同年に2回獲得。並行してハワイにも遠征し、1965年2月24日にエンリケ・トーレスからUSヘビー級王座を奪取、9月15日にカーティス・イヤウケアに敗れるまで戴冠している。WWAには1967年まで出場し、ペドロ・モラレスやマーク・ルーインといった新しい世代の選手や、日本から遠征してきた坂口征二、さらにはカール・ゴッチとも対戦した。
1968年からは古巣のAWAで活動。スナイダー、クラッシャー・リソワスキー、マッドドッグ・バション、カウボーイ・ビル・ワットらと対戦し、ガニアのAWA世界ヘビー級王座にも再び挑戦した。
1960年代末より俳優業を本格的に開始して、1971年にはクリント・イーストウッド主演の『ダーティハリー』にも出演。1973年にレスラーを引退して俳優に転身、数々の映画やテレビドラマ、CMなどで活躍した。
2003年6月20日、自動車事故により首を骨折する重傷を負う。退院後、リハビリテーションを続けていたが、翌2004年1月27日、カリフォルニア州マリブの自宅にて死去した。78歳没。

## 得意技
- スリーパー・ホールド[2]
- 凶器攻撃

## 獲得タイトル
モントリオール・アスレチック・コミッション
- 世界ヘビー級王座：1回[14]

ミッドウエスト・レスリング・アソシエーション
- アメリカン・タッグ王座（オハイオ版）：1回（w / ダッチ・ハウレット）[28]

NWAサンフランシスコ
- NWA世界タッグ王座（サンフランシスコ版）：1回（w / レイ・エッカート）[29]
- NWA太平洋岸タッグ王座（サンフランシスコ版）：2回（w / トム・ライス）[30]

NWAロサンゼルス
- NWAビート・ザ・チャンプTV王座：1回[31]

NWAビッグタイム・レスリング
- NWAテキサス・タッグ王座：1回（w / スチュ・ギブソン）[32]

メープル・リーフ・レスリング
- NWAカナディアン・オープン・タッグ王座：1回（w / ディック・ハットン）[13]

NWAオールスター・レスリング
- NWA太平洋岸タッグ王座（バンクーバー版）：2回（w / ジン・キニスキー）[19]

NWAミッドパシフィック・プロモーションズ
- NWA USヘビー級王座（ハワイ版）：1回[25]
- NWAハワイ・ヘビー級王座：1回[33]
- NWAハワイ・タッグ王座：2回（w / ビル・サベージ、ブッチャー・バション）[15]

アメリカン・レスリング・アソシエーション
- AWA USヘビー級王座：1回[34]
- AWA世界タッグ王座：3回（w / レン・モンタナ、ジン・キニスキー、ボブ・ガイゲル）[16]

ワールドワイド・レスリング・アソシエーツ
- WWA世界タッグ王座：4回（w / ザ・デストロイヤー×2、El Shereef×2）[24]

## 出演作品
- P.J. (1968)
- Paint Your Wagon (1969)
- A Dream of Kings (1969)
- Crosscurrent (TV) (1971)
- Dirty Harry (1971)
- The Wrestler (1974)
- Foxy Brown (1974)
- Earthquake (1974)
- Black Fist (1975)
- Framed (1975)
- The Four Deuces (1976)
- Stunts (1977)
- Walking Tall: The Final Chapter (1977)
- Curse of the Black Widow (TV) (1977)
- Mad Bull (TV) (1977)
- The One and Only (1978)
- Columbo: Make Me a Perfect Murder (TV) (1978)
- When Every Day Was the Fourth of July (TV) (1978)
- Deathsport (1978)
- The Muppet Movie (1979)
- The Kids Who Knew Too Much (TV) (1980)
- The Big Brawl (1980)
- Return of the Rebels (TV) (1981)
- Micki & Maude (1984)
- Hollywood Vice Squad (1986)
- Rad (1986)
- The Last Fling (TV) (1987)
- Million Dollar Mystery (1987)